# Fabio Tomassini
Fabio Ramon Tomassini (sinh ngày 5 tháng 2 năm 1996) là một tiền vệ bóng đá người San Marino thi đấu cho câu lạc bộ Ý Pietracuta và cho Đội tuyển bóng đá quốc gia San Marino.